# Bal Mabille

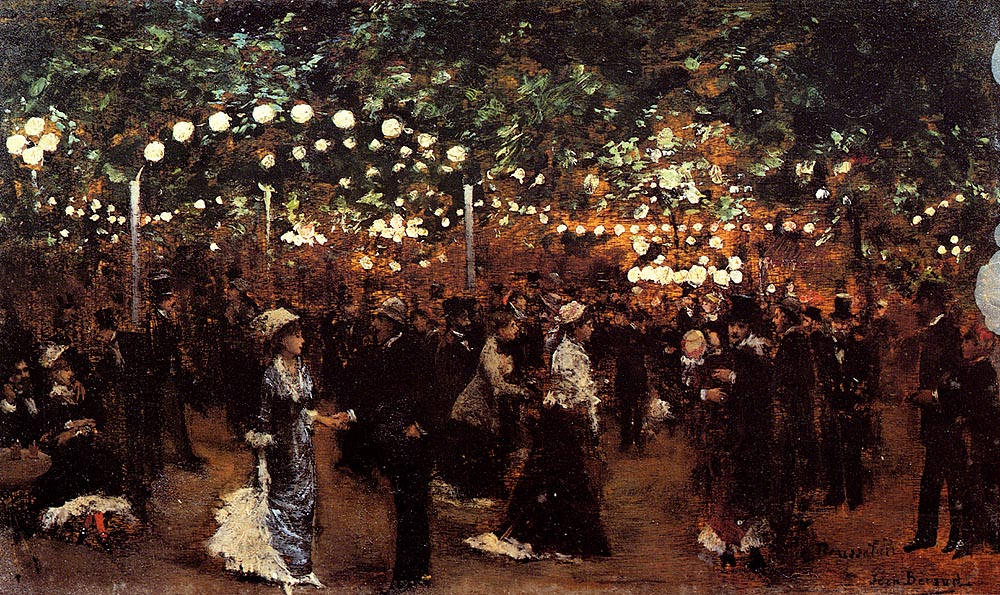
Le bal Mabille par Jean Béraud.

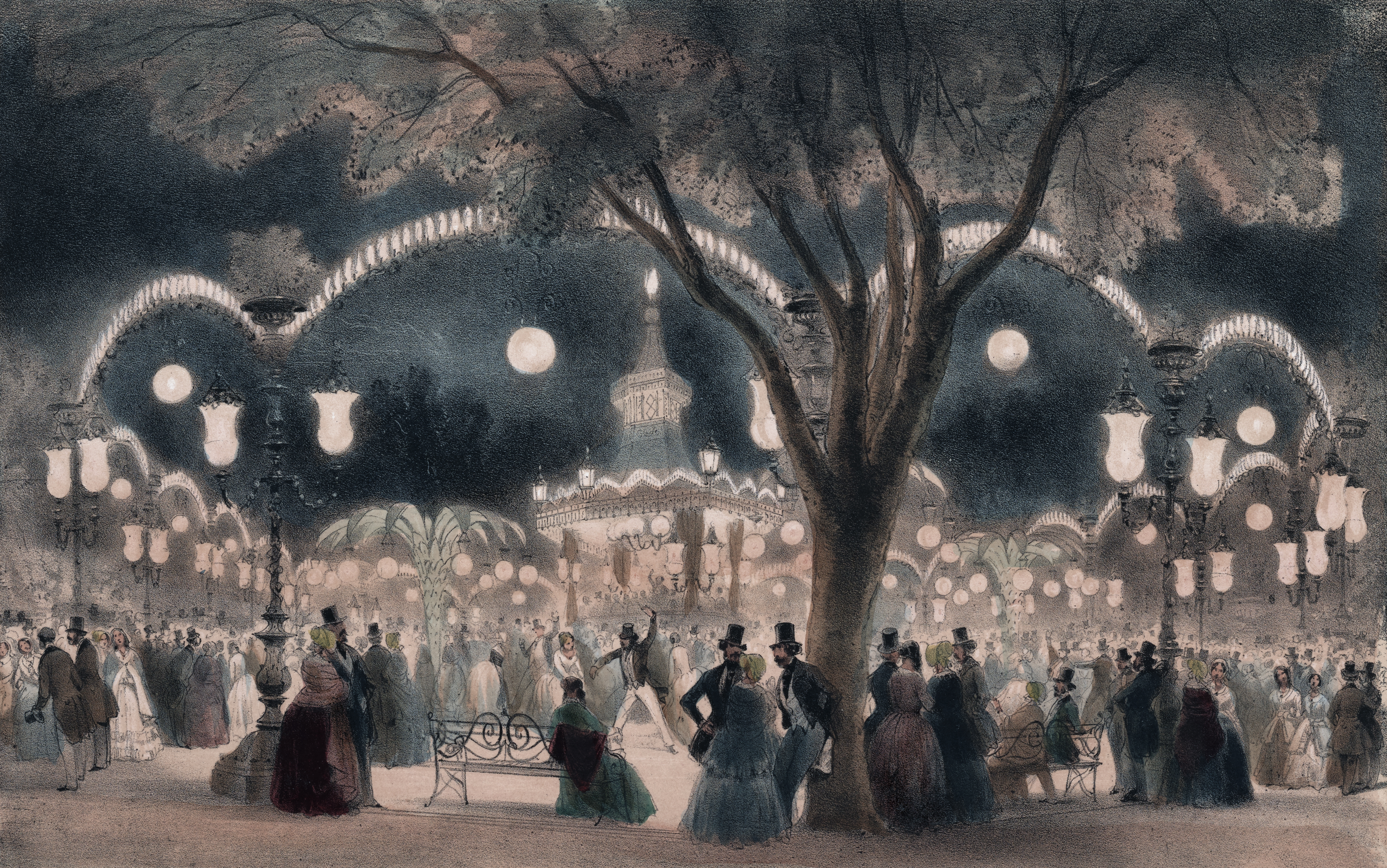
Le bal Mabille (1858), lithographie

Le bal Mabille était un établissement de danse fondé en 1831 par un professeur de danse du faubourg Saint-Honoré, Mabille père, sur l'actuelle avenue Montaigne à l'époque presque champêtre. Il serait situé aujourd'hui entre les nos  49 et 53.

## Historique

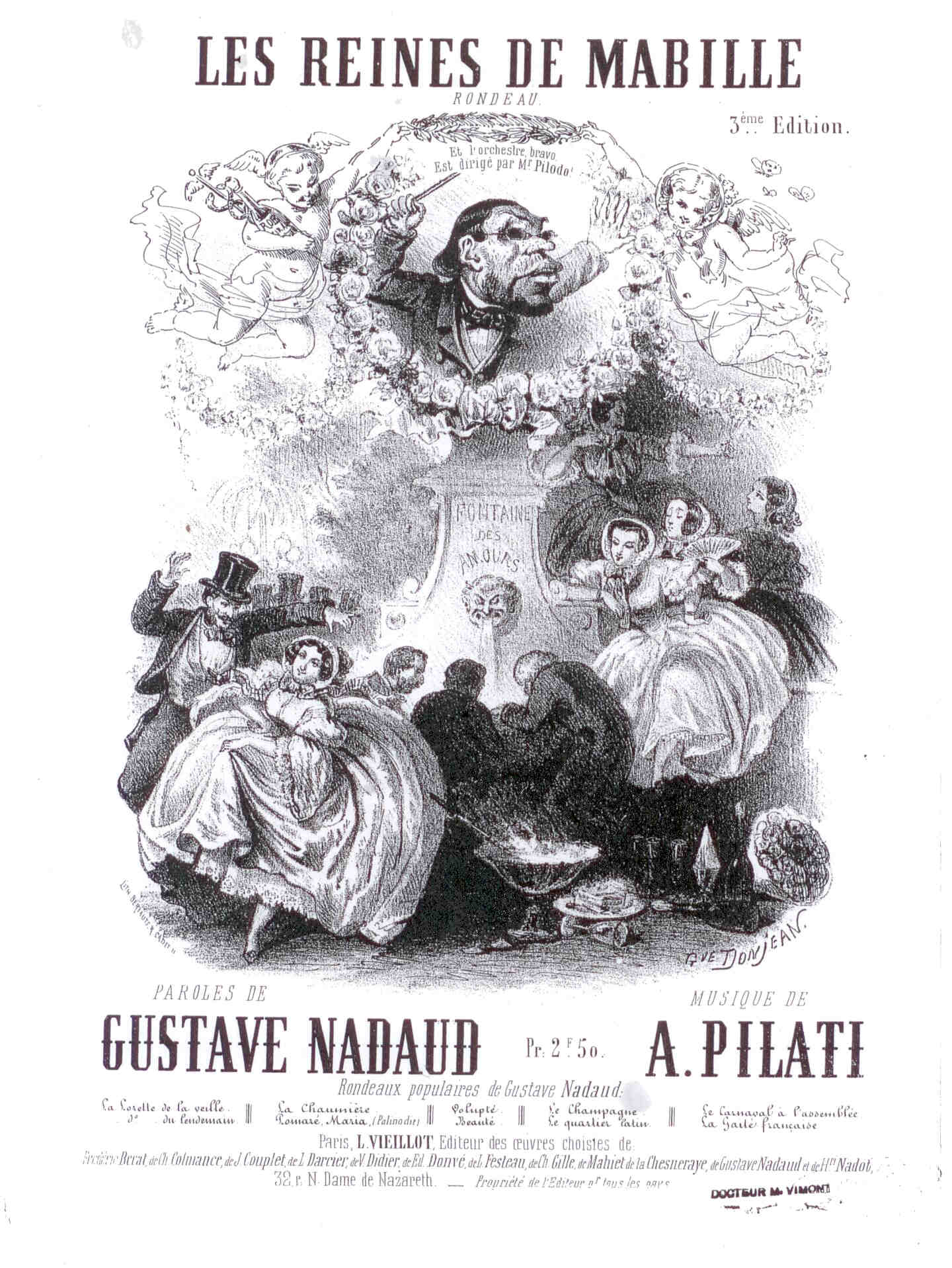
Une chanson de Gustave Nadaud consacrée au bal Mabille.

Au début, le bal était réservé aux élèves de Mabille père, puis il fut ouvert au public. En 1844, ses fils, les frères Mabille décidèrent de le transformer en une sorte de jardin enchanté entièrement artificiel avec des jardins, des allées sablées, des pelouses, des galeries, des bosquets et une grotte.
Il utilisait, c'était une nouveauté, 3 000 becs de gaz sur tout le terrain, ce qui permit d'ouvrir le bal le soir et pas uniquement l'après-midi. Les bosquets étaient éclairés par des globes de verres teintés ; des guirlandes lumineuses, des girandoles étaient suspendues aux arbres. Il était agrémenté d'un kiosque à la chinoise, de palmiers factices, d'un manège de chevaux de bois. Un espace couvert protégeait de la pluie. « Tout y est doré du haut en bas, s'émerveille Charles Monselet, les arbres, les bancs, les vases, les fleurs. Imaginez une nature brillante, en or, argent et pierres précieuses ».
Rendez-vous des lionnes, le bal Mabille devint en peu de temps l'établissement le plus en vogue du Paris de l'époque. Il était réservé, en raison du prix d'entrée, à des personnes assez aisées. La « reine Pomaré » y popularisa la polka. C’est au bal Mabille qu'au son de l'orchestre de Pilodo, le danseur Chicard (de son vrai nom Lévêque) introduisit le cancan, danse avec un rythme endiablé, très osée, car à l'époque, les femmes portaient des culottes fendues et qui fit perdre la tête au tout-Paris. Sous le Second Empire, Rigolboche, Rosalba et Céleste Mogador s'y produisaient. La troisième y apprit à tirer au pistolet. Olivier Métra dirigeait un orchestre de 50 musiciens.
Le bal Mabille fut frappé par deux obus lors du siège de Paris en 1870. Il ferma en 1875 et fut démoli en 1882. Il en subsiste un bas-relief, remonté au sommet de la façade de l'Élysée-Montmartre.

## En littérature
Le bal Mabille est cité dans de nombreux romans de La Comédie humaine d'Honoré de Balzac comme le lieu privilégié par les lorettes : « Ça compense le malheur dont tu es la cause chez toi, tu rachètes tes fautes en t'amusant comme une lorette à Mabille ».
« Une fille de l'école des Jenny Cadine et des Josépha ; mais bonne camarade et ne redoutant aucun pouvoir humain, à force de les voir tous faibles, et habituée qu'elle était à lutter avec les sergents de ville au bal peu champêtre de Mabille ».
Chez Villiers de L'Isle-Adam, l'établissement est nommé en ouverture du récit "Maryelle" des Contes cruels : « Sa disparition de Mabille, ses allures nouvelles, la discrète élégance de ses toilettes sombres, ses airs, enfin, de noli me tangere, joints à de certaines réticences qu’employaient désormais ses favorisés en parlant d’elle, tout cela m’intriguait un peu les esprits [...]. »
Il est cité dans La Curée d'Émile Zola, ainsi que dans Nana : « Le soir, à Mabille, Nana obtint un succès colossal. »
Il est également évoqué dans un vers de Louis Aragon : « Le secret de Paris n'est pas au bal Mabille. »

## En musique

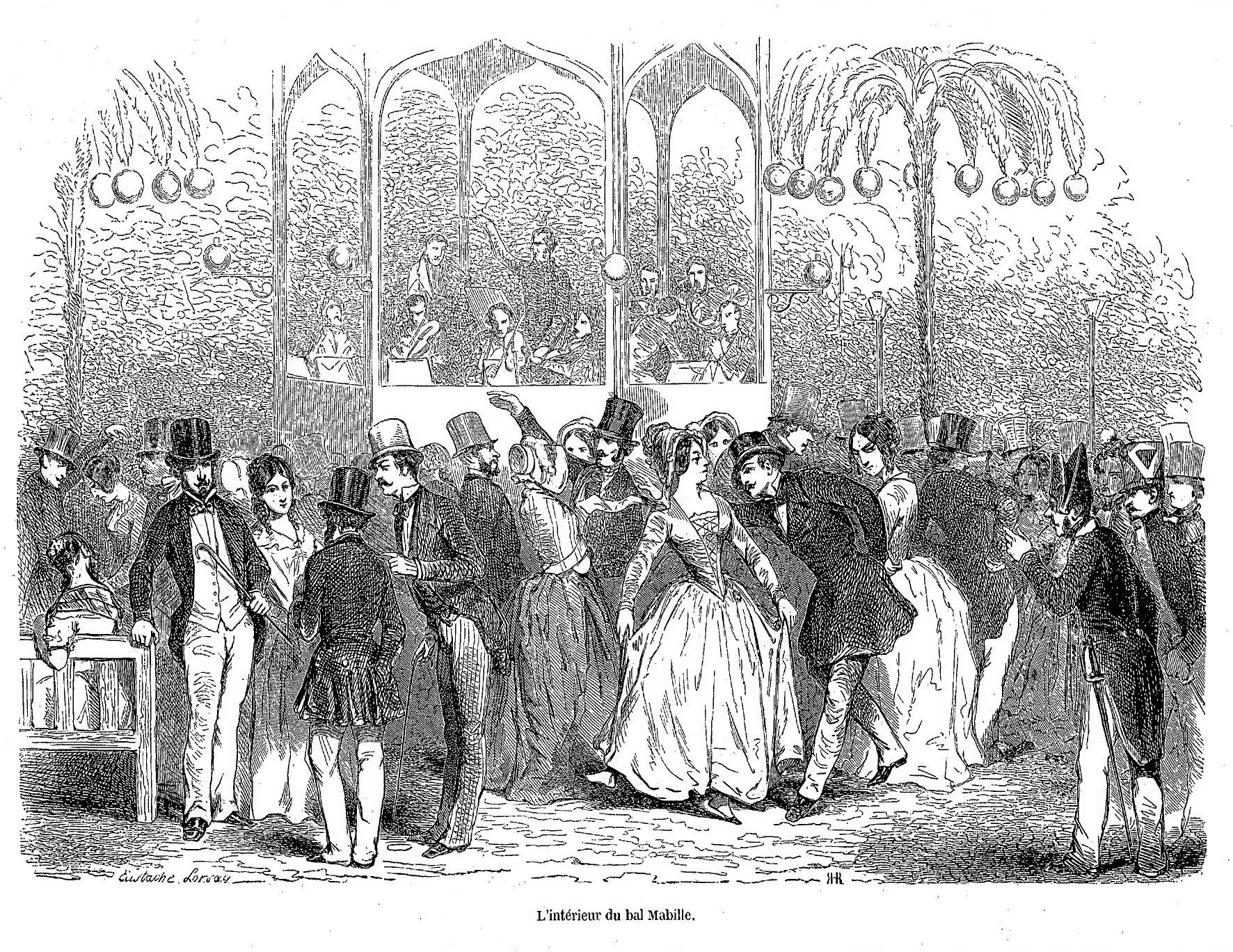
Le bal Mabille vers 1852-1853.

Le bal Mabille est situé dans l'opérette Les Cent Vierges de Charles Lecocq (1872). Il est le cadre du premier acte où se noue l'action autour de grisettes qui décident de répondre à une annonce en vue d'épouser des colons dans une île récemment découverte.
« Qu'est-ce qui vous émoustille

Et qui donne aux jolies filles

Plus d'éclat, plus de piquant,

C'est le cancan, c'est le cancan

Qui fait que le bal Mabille

Est connu des joyeux drilles

De Pékin jusqu'à Fécamp

C'est bien le cancan. »

## Au cinéma
Une reconstitution du Bal de Mabille sert de cadre à l'ouverture et à la fermeture du film Les Mystères de Paris réalisé par André Hunebelle en 1962, une adaptation du roman éponyme d'Eugène Sue, avec Jean Marais dans le rôle de Rodolphe de Sambreuil.

## Iconographie
- Gaspard-Félix Tournachon, dit Nadar : « Portrait de Musard fils, Compositeur de chansons et propriétaire du bal Mabille », photo au collodion, 1859[10].